# نادیا ماکارچانکا
نادیا ماکارچانکا ((به بلاروسی: Надзея Макарчанка)؛ زادهٔ ۲۲ مارس ۱۹۹۸) قایقران کانو زن اهل بلاروس است.
وی در مسابقات کشوری و بین‌المللی در مجموع برندهٔ ۲ مدال طلا، ۳ مدال نقره، ۲ مدال برنز شده‌است.